# José Denis Belgrano
José Denis Belgrano (Malaga, 8 aprile 1844 – 12 febbraio 1917) è stato un pittore spagnolo, un notevole esponente della scuola di pittura di Malaga.
Pittore elegante e bohémien fu tra i preferiti della borghesia malgascia del XIX e dell'inizio del XX secolo; il suo lavoro di costumista raggiunge grande maestria.

## Biografia
José Denis nacque in una famiglia borghese e si distingue nella pittura fin dalla tenera età. Il suo talento precoce attirò l'attenzione del nobile spagnolo Carlos Larios y Martínez de Tejada, marchese di Guadiaro, è grazie al suo aiuto poté recarsi a Roma nel 1862, dove studiò per due anni rimanendo decisamente influenzato dall'opera di Mariano Fortuny, che però non incontrò mai, la cui influenza sarà da allora molto presente nella sua pittura. A Roma copiò nei musei Vaticani il dipinto "Il dubbio di San Tommaso" opera del Guecino, donato nel 1895 dall'artista, all'apice del suo successo, alla chiesa ed esposto nella Cattedrale di Málaga nella cappella del Cristo del Amparo.
Successivamente nel 1868, a Malaga, si iscrisse alla Scuola di Belle Arti, dove fu allievo di Bernardo Ferrándiz.uno dei membri e promotori della scuola di pittura di Malaga.

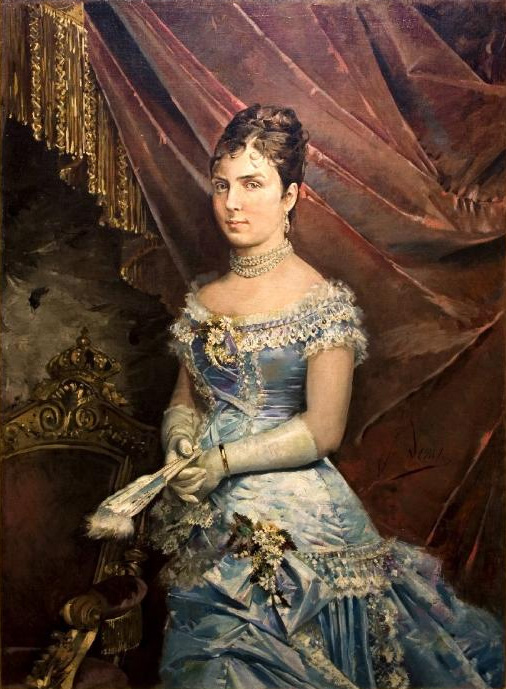
Ritratto della infante María de las Mercedes de Orleans (1860-1878), prima sposa del Re Alfonso XII di Spagna

Nel 1875 tornò a Roma dove rimase per altri due anni. Al suo ritorno a Malaga è già un pittore consacrato e iniziò quella che sarebbe stata la terza e ultima fase della sua carriera; espone i suoi dipinti (disegni, acquerelli, dipinti ad olio) con grande successo. Il Comune di Malaga nel 1978 gli commissionò il ritratto di María de las Mercedes de Orleans (moglie di re Alfonso XII di Spagna). Nel 1887 partecipò per la prima volta ad una mostra nazionale di Belle Arti a Madrid.
Entrò nel corpo docente della Scuola di Belle Arti San Telmo di Malaga, dove rimase come assistente fino al 1900, per poi divenire ad interim fino al 1915, anno in cui ottenne la cattedra. 
José Denis era un buon osservatore e studioso delle usanze andaluse, cosa che si riflette sia nei manifesti della corrida che nei manifesti fieristici che ha realizzato, l'atmosfera da costumista spicca nelle ambientazioni legate alla corrida, nei temi galanti e nei ritratti.
Morì con il riconoscimento di tutti i suoi concittadini e fu sepolto nel Cimitero di San Miguel di Málaga.
Il Museo delle Belle Arti di Malaga conserva alcune delle sue opere come il Museo Diocesano di Arte Sacra della stessa città e anche la Collezione Unicaja.
Una strada e un centro di istruzione pubblica a Malaga portano il suo nome.

## Opere

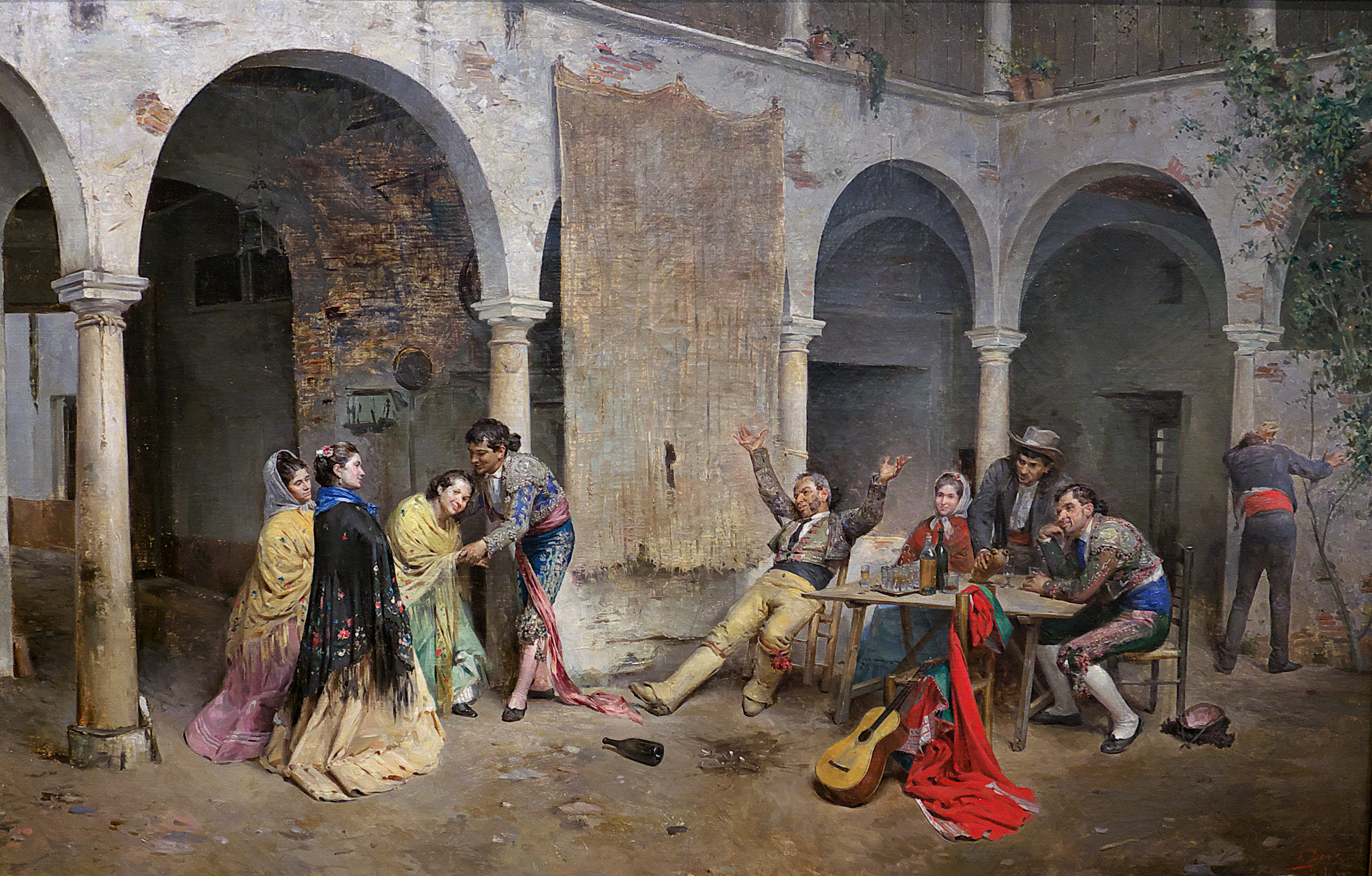
"Dopo la corrida" (ca. 1885-1890), olio su tela. Celebrazione in un patio a Malaga, forse nell'antico Parador de La Victoria (Museo delle Arti popolari di Malaga)

Tra i suoi dipinti più notevoli ci sono; L'antiquario, Dichiarazione d'amore, Dame curiose, Le prove, Majos e feste dei toreri, La scatola dei tori, Dopo la corrida (dipinto ambientato nell'antico parador de La Victoria, oggi esposto al Museo delle Arti Popolari).
Nel 1880, il buon vecchio Pepe Denis, come lo chiamavano i suoi colleghi pittori, appende un quadro intitolato "El palco de los toros" nella Sala del Senato del Liceo di Malaga. I commenti dell'epoca su quest'opera sono raccolti nella monografia di Gustavo García Herrera: "Martínez de la Vega" -p. 70 e 71-, oltre a quelli dedicati a quel dipinto dal critico Relosillas, raccolti nella tesi su JOSÉ DENIS BELGRANO di Sauret Guerrero (Servizio Edizioni. Museo Diocesano di Malaga, 1979).
Nessuno a Malaga si accorse allora che l'opera esposta con orgoglio nella migliore sala del Liceo, dipinta dal suo famoso connazionale, era un motivo creato molti anni prima da un altro pittore, ma di Madrid. Si tratta infatti del dipinto di Eugenio Lucas Velázquez dal titolo "Pareja de majos" realizzato due anni prima della nascita di Denis, mentre la prima versione eseguita da quest'ultimo risale al 1880.
Quella prima versione della "Scatola", ceduta al Circolo Mercantile, fu considerata dispersa nell'incendio doloso del luglio 1936, essendo stata probabilmente trafugata insieme a molte altre opere, nella confusione originata dall'incidente.
Era solito per José Denis quando alcune delle sue opere venivano eloggiate dipingerne delle repliche, così questo dipinto è stato replicato più volte nel corso della sua vita e se ne conoscono fino a quattro, oltre alla suddetta prima versione, la cui ubicazione è oggi sconosciuta, ma di cui Teresa Sauret pubblicò una vecchia fotografia nel suo libro.
Infatti, è frequente trovare repliche tra le opere di José Denis, poiché nell'ultimo periodo della sua vita le circostanze economiche in cui versò lo costrinsero a sviluppare una facile produzione di suoi precedenti dipinti.